# Skálavík
Skálavík este un oraș din Insulele Faroe.